# Alestopetersius tumbensis
Alestopetersius tumbensis е вид лъчеперка от семейство Alestidae. Видът е незастрашен от изчезване.

## Разпространение
Разпространен е в Демократична република Конго.

## Описание
На дължина достигат до 4,4 cm.